# Discografia degli Angel Witch

## Album in studio
- 1980 - Angel Witch
- 1985 - Screamin' n' Bleedin'
- 1986 - Frontal Assault
- 2012 - As Above, So Below
- 2019 - Angel of Light

## Album dal vivo
- 1990 - Angel Witch Live
- 1997 - '82 Revisited
- 2000 - 2000: Live at the LA2
- 2006 - Angel of Death: Live at East Anglia Rock Festival
- 2009 - Burn the White Witch - Live in London

## Raccolte
- 1986 - Doctor Phibes
- 1988 - Screamin' Assault
- 1998 - Resurrection
- 1999 - Sinister History

## EP
- 1980 - Sweet Danger
- 2004 - They Wouldn't Dare

## Singoli
- 1980 - Angel Witch
- 1980 - Sweet Danger
- 1981 - Loser
- 1985 - Goodbye
- 2019 - Condemned
- 2019 - Don't Turn Your Back

## Split
- 1998 - British Steel: Heavyweights of Metal Live & Loud (con Tank, Girlschool e Samson)